# Ивкович, Евгений Валентинович
Евгений Валентинович Ивкович (бел. Яўген Валянцінавіч Іўковіч; род. 1968) — белорусский актёр театра и кино, Заслуженный артист Республики Беларусь (2018).

## Биография
Евгений Ивкович родился 17 апреля 1968 года в городе Столин Брестской области, Республика Беларусь. В 1993 году окончил Минский институт культуры по специальности «режиссёр любительского театра» (маст. Г. Боровика), в том же году был принят на работу в Минский областной драматический театр (г. Молодечно). В 2009 году получил второе высшее образование в Белорусской Государственной Академии искусств по специальности «режиссура драмы» (маст. Р. Талипова). Занят в спектаклях минских театров — Молодёжного и Театра белорусской драматургии. В кино снимается с 2003 года. Сыграл в постановке Белорусского молодежного театра мелодрамы «Ещё раз про любовь» по мотивам произведений Василия Шукшина.
Был в составе жюри третьего открытого конкурса чтецов и актерской песни имени Ефима Копеляна.
Снялся в продолжении сериала «Следы апостолов».

## Отзывы
В рецензии на сайте minsknews.by на спектакль «Английская рулетка» отмечено, что Наталья Онищенко (англичанка Филиппа Джеймс) и Евгений Ивкович (бродяга Данкэн Мак Фи) благодаря эмоциональной игре и надрыву так или иначе заставляют смотреть спектакль до конца.

## Театральные работы
| Пьеса                                  | Роль                 |
| -------------------------------------- | -------------------- |
| «Комедия»                              | Жид                  |
| «Чёрная невеста»                       | Фредерик             |
| «Двое на качелях»                      | Джерри Райн          |
| «Король»                               | Окулист              |
| «Билет в рай»                          | Моноспектакль        |
| «Вавилон»                              | Дед                  |
| «Последняя жертва»                     | Дульчин              |
| «Аист против Кадука»                   | Режиссёр-постановщик |
| «Поздняя любовь»                       | Николай              |
| «Лейтенант Володька»                   | Сергей               |
| «На глазах у женской береговой охраны» | Доктор, грузчик      |
| «Хитроумная влюблённая»                | Лусиндо              |
| «Продавец дождя»                       | Файл                 |
| «Весёлая ярмарка»                      | Пан Барановский      |
| «Тартюф»                               | Клеант               |
| «Восемь любящих женщин»                | Он                   |
| «Полоумный Журден»                     | Дорант               |
| «Бег на месте»                         | Морозов              |
| «Сыграем в дружную семью»              | Роберт               |
| «Обыкновенная история»                 | Пётр Иванович Адуев  |
| «Козий остров»                         | Анджело              |
| «Саня, Ваня, с ними Римас»             | Иван                 |
| «Чехов. Комедия. Чайка»                | Тригорин             |

## Фильмография
| Год  | Оригинальное название                 | Роль                                         |
| ---- | ------------------------------------- | -------------------------------------------- |
| 2003 | Бальное платье                        | Отец Вики                                    |
| 2003 | Каменская-3                           | Оперуполномоченый                            |
| 2003 | Между жизнью и смертью                | Эпизод                                       |
| 2004 | Команда                               | Эпизод                                       |
| 2004 | На безымянной высоте (телесериал)     | Эпизод                                       |
| 2004 | Фабрика грёз                          | Эпизод                                       |
| 2005 | Воскресенье в женской бане            | Алексей, главная роль                        |
| 2005 | Призвание                             | Эпизод                                       |
| 2007 | Бумеранг                              | Эпизод                                       |
| 2007 | Всё по-честному                       | милиционер                                   |
| 2007 | Майор Ветров                          | Эпизод                                       |
| 2007 | Пантера                               | Эпизод                                       |
| 2008 | Вызов-3                               | Эпизод                                       |
| 2009 | Вольф Мессинг: видевший сквозь время  | Эпизод                                       |
| 2009 | Детективное агентство «Иван да Марья» | Эпизод                                       |
| 2009 | Днепровский рубеж                     | майор НКВД                                   |
| 2009 | Сёмин (телесериал)                    | Кузичев                                      |
| 2010 | Брестская крепость                    | Немец в форме лейтенанта НКВД                |
| 2010 | Журов (телесериал)                    | Врач скорой помощи                           |
| 2010 | Капитан Гордеев                       | Эпизод                                       |
| 2010 | Любовь Надежды                        | Эпизод                                       |
| 2010 | Месть (телесериал, Россия)            | Следователь                                  |
| 2010 | Покушение (телесериал)                | Эпизод                                       |
| 2010 | Псевдоним "Албанец" – 3               | Следователь                                  |
| 2010 | Смертельная схватка                   | Борисов                                      |
| 2010 | Школа проживания                      | Леонид Савельев                              |
| 2011 | Лучший друг семьи                     | Майор                                        |
| 2011 | Навигатор                             | Лев Фризен                                   |
| 2011 | Немец                                 | Заукер                                       |
| 2012 | Охота на гауляйтера                   | Эпизод                                       |
| 2012 | Продаётся кошка                       | Дима                                         |
| 2012 | Смерть шпионам. Ударная волна         | Эпизод                                       |
| 2012 | Снайпер 2. Тунгус                     | Эпизод                                       |
| 2012 | Украсть Бельмондо                     | Стас Горелов                                 |
| 2012 | Белые волки                           | Рудольф                                      |
| 2013 | Отпечаток любви                       | начальник отделения милиции                  |
| 2013 | Ради тебя                             | Эпизод                                       |
| 2013 | Сводная сестра                        | Преподаватель                                |
| 2013 | Следы апостолов                       | Вилли                                        |
| 2013 | Спасти или уничтожить                 | Эпизод                                       |
| 2014 | Доброе имя                            | Вадим Волохов                                |
| 2015 | Про Петра и Павла                     | Особист                                      |
| 2016 | Куба (телесериал)                     | Виктор Петрович Вахруков, замдиректора рынка |
| 2018 | Вокально-криминальный ансамбль        | Тарасов, полковник КГБ                       |

## Награды и премии
- Лауреат Республиканского фестиваля творческой молодёжи (Гродно, 1998).
- Лауреат фестиваля «Молодеченская сакавица — 98».
- Диплом 4-го Международного фестиваля моноспектаклей «Я» в номинации «творческая молодёжь» (Минск, 2003)
- Почётная грамота Минского городского Совета Депутатов (2011).
- Медаль Франциска Скорины (3 декабря 2013)[5].
- Нагрудный знак Министерства культуры «За вклад в развитие культуры Беларуси» (2015)[6].
- Заслуженный артист Республики Беларусь (4 сентября 2018)[7].